# William George Berry
William George Berry, bijgenaamd Bill Berry (Hackney, 18 augustus 1904 - 16 juli 1972) was een Engels voetballer. Na zijn carrière als speler werd hij voetbaltrainer.

## Biografie
Bill Berry speelde als prof voor de Engelse clubs Gillingham FC, Charlton Athletic FC, Crystal Palace FC en Brentford FC. In 1932 trok hij naar Frankrijk waar hij speelde voor SC Fives, dat in 1944 met Olympique Lillois fusioneerde tot Lille OSC.
In 1934 werd hij speler-trainer bij SC Fives tot het einde van zijn spelerscarrière in 1937. Hij bleef echter trainer van SC Fives en vanaf 1944 Lille OSC. In 1946 trok hij naar België om er trainer te worden van Lierse SK. Nadien volgden nog het Franse OGC Nice, de Tunesische clubs CS Hammam-Lif en Étoile Sportive du Sahel en de Luxemburgse clubs Jeunesse Esch en Racing FC Union Luxemburg. In 1963 stopte hij definitief als trainer.

## Erelijst
Als speler
- Frans vice-kampioen (1): 1934 met SC Fives

Als trainer
- Frans landskampioen (1): 1946 met Lille OSC
- Winnaar Coupe de France (2): 1946 met Lille OSC en 1954 met OGC Nice
- Tunesisch landskampioen (2): 1956 met CS Hammam-Lif en 1958 met Étoile Sportive du Sahel
- Tunesisch bekerfinalist (2): 1957, 1958 met Étoile Sportive du Sahel
- Luxemburgs landskampioen (3): 1959, 1960 met Jeunesse Esch en 1962 met Union Luxembourg